# 2.5 دي

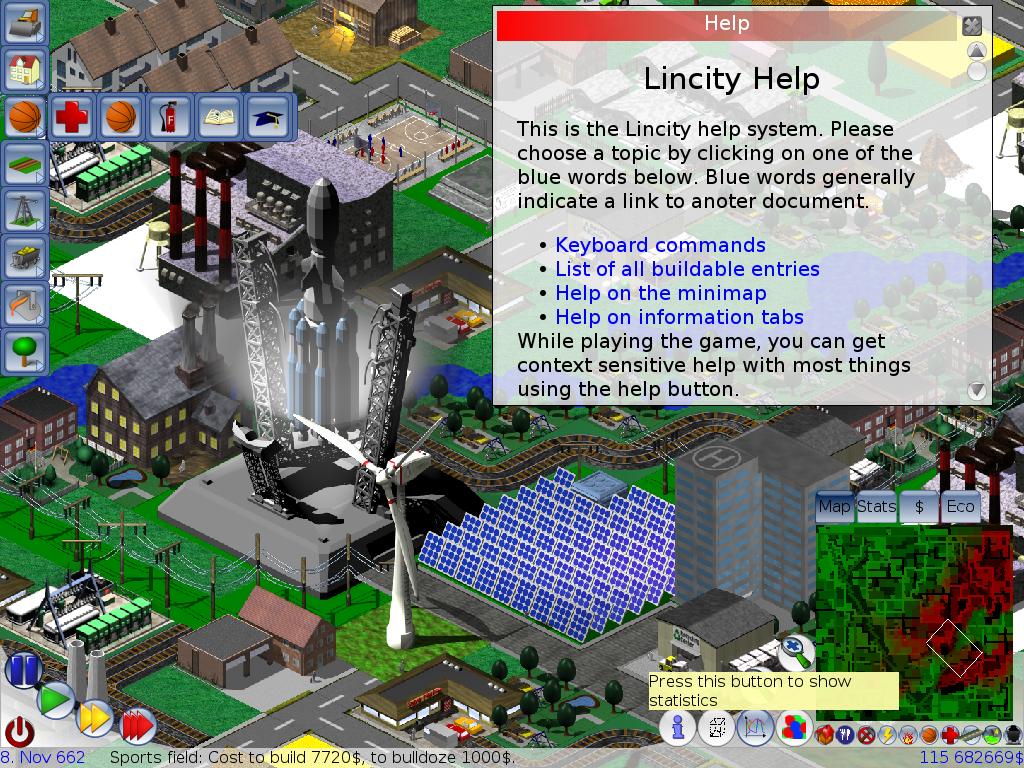
مثال على برنامج حاسوبي تعمل لأبعاد 2.5دي.

اثنان ونصف أبعاد (بالإنجليزية: Two and a half dimensional)‏ هو مصطلح يشير الغرافيك الثنائي الأبعاد وألتي من خلال الصور قريبة لغرافيك شكل ثلاثي الأبعاد وتستخدم في العديد من ألعاب الفيديو والأفلام وعادةً ما يكون هذا البعد غير مرتكز على زاوية معينة للنقل.

## أمثلة في ألعاب الفيديو
- ليتل نايتميرز 2